# Faustus (Heiliger)
Faustus († 190 in Mediolianum cisalpina) war ein frühchristlicher Märtyrer und Heiliger.
Einem Mailänder Martyrologium zufolge war Faustus Soldat. Er erlitt in Mediolanum cisalpina (heute Mailand) unter Kaiser Commodus das Martyrium. Seine Reliquien kamen aus einer römischen Krypta nach Cannero Riviera am Lago Maggiore und wurden dort feierlich beigesetzt. Gedenktag des Heiligen ist der 7. August.

## Weblinks

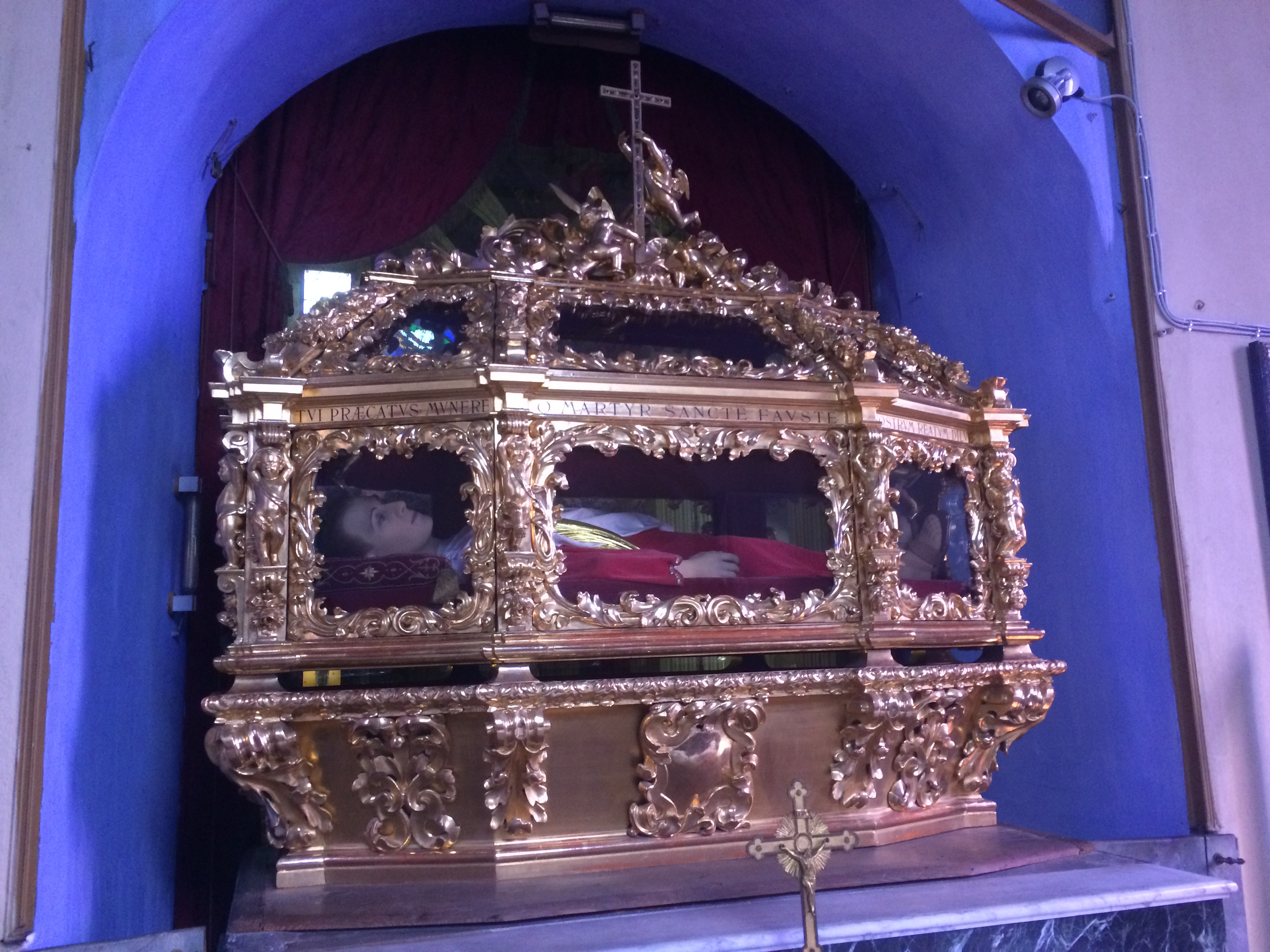
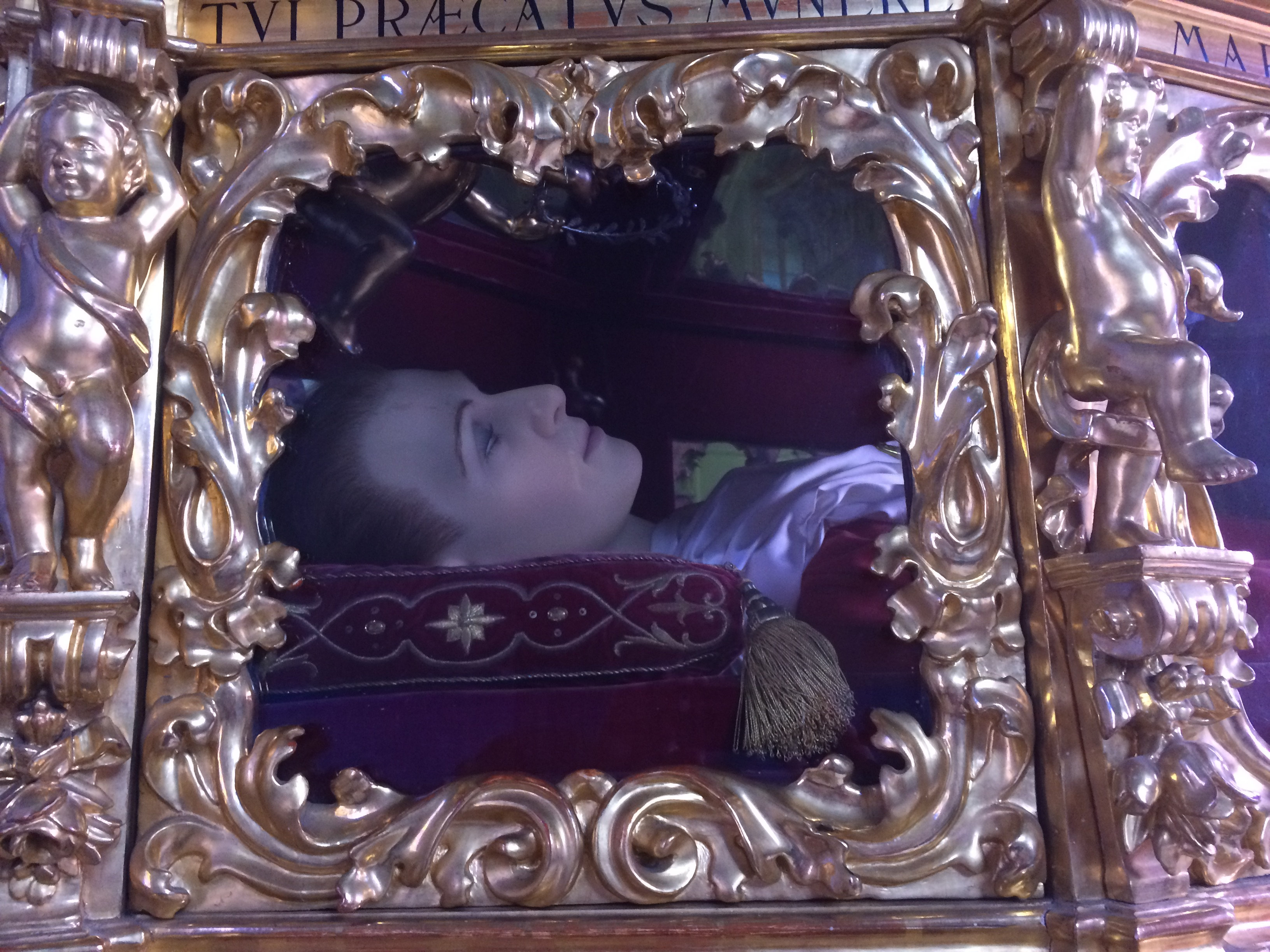